# Espírito Santo (Rio Grande do Norte)
Espírito Santo é um município brasileiro no estado do Rio Grande do Norte.